# Ekimczan
Ekimczan – osiedle typu miejskiego w Rosji, w obwodzie amurskim. W 2010 roku liczyło 1212 mieszkańców.